# Premio Chip Hilton al Jugador del Año
El Premio Chip Hilton al Jugador del Año (en inglés, Chip Hilton Player of the Year Award) fue un premio de baloncesto masculino universitario otorgado al jugador de último curso (senior) que haya demostrado mayor carácter personal dentro y fuera de la pista, similar al personaje ficticio Chip Hilton representado por el entrenador miembro del Hall of Fame Clair Bee en las series de historias deportivas Chip Hilton.
La NCAA entregó el premio desde 1997 hasta 2011 al jugador masculino de baloncesto de la División I que demuestre un carácter destacado, liderazgo, integridad, humildad, deportividad y talento.

## Ganadores
| Temporada | Jugador         | Universidad | Ref.  |
| --------- | --------------- | ----------- | ----- |
| 1996–97   | Tim Duncan      | Wake Forest | [ 1 ] |
| 1997–98   | Hassan Booker   | Navy        | [ 2 ] |
| 1998–99   | Tim Hill        | Harvard     | [ 2 ] |
| 1999–00   | Eduardo Nájera  | Oklahoma    | [ 1 ] |
| 2000–01   | Shane Battier   | Duke        | [ 1 ] |
| 2001–02   | Juan Dixon      | Maryland    | [ 2 ] |
| 2002–03   | Brandon Miller  | Butler      | [ 2 ] |
| 2003–04   | Emeka Okafor    | Connecticut | [ 2 ] |
| 2004–05   | Ronald Ross     | Texas Tech  | [ 2 ] |
| 2005–06   | Gerry McNamara  | Syracuse    | [ 2 ] |
| 2006–07   | Acie Law IV     | Texas A&M   | [ 3 ] |
| 2007–08   | Mike Green      | Butler      | [ 4 ] |
| 2008–09   | Jon Brockman    | Washington  | [ 1 ] |
| 2009–10   | Roman Martinez  | New Mexico  | [ 2 ] |
| 2010–11   | Charles Jenkins | Hofstra     | [ 5 ] |